# Biton browni
Biton browni är en spindeldjursart som först beskrevs av Lawrence 1965.  Biton browni ingår i släktet Biton och familjen Daesiidae. Inga underarter finns listade.